# Antenne plasma

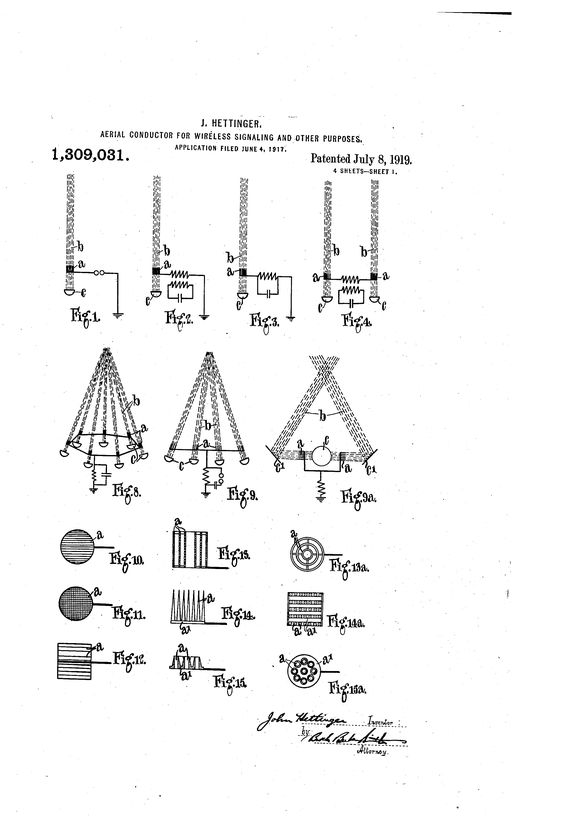
Conducteurs aériens de Hettinger pour la signalisation sans fil US1309031A

Une antenne plasma est un type d’antenne radio actuellement en développement dans lequel on utilise le plasma au lieu des éléments métalliques d’une antenne traditionnelle. Une antenne plasma peut être utilisée à la fois en émission et en réception. Bien que les antennes plasma ne soient devenues utilisables que ces dernières années, l’idée n’est pas nouvelle. Un brevet pour une antenne utilisant ce concept a été accordé à J. Hettinger en 1919 
Les premiers exemples pratiques de cette technologie utilisaient des tubes à gaz pour contenir le plasma et étaient appelés antennes plasma de gaz ionisé. Elles peuvent être activées et désactivées et sont ainsi bonnes pour la furtivité et la résistance à la guerre électronique et aux cyberattaques. Les antennes plasma de gaz ionisé peuvent être imbriquées de manière que les antennes plasma de fréquence supérieure soient placées à l'intérieur d'antennes plasma de fréquence inférieure. De plus, les réseaux d'antennes plasma de gaz ionisé de fréquence supérieure peuvent émettre et recevoir par l'intermédiaire de réseaux d'antennes plasma de gaz ionisés de fréquences inférieures. Cela signifie que les antennes plasma de gaz ionisé peuvent être co-localisées et que les réseaux d'antennes plasma de gaz ionisé peuvent être empilés. Les antennes plasma de gaz ionisé peuvent éliminer ou réduire les interférences de co-site. Les antennes intelligentes plasma de gaz ionisé utilisent la physique du plasma pour former et orienter les faisceaux d’antenne, sans recourir à des réseaux à commande de phase. Ainsi, les signaux des satellites peuvent être dirigés ou focalisés dans les modes de réflexion ou de réfraction en utilisant des batteries de tubes plasma formant des satellites-antennes plasma de gaz ionisés uniques. Le bruit thermique des antennes plasma à gaz ionisé est inférieur à celui des antennes métalliques correspondantes aux fréquences les plus élevées. Des antennes utilisant des plasmas à l'état solide (également appelées antennes plasma de silicium) dotées d’une fonctionnalité directionnelle orientable, et pouvant être fabriquées à l’aide de techniques de fabrication de puces en silicium standard, sont également en cours de développement. Les antennes Plasma Silicium peuvent être utilisées dans WiGig (l’amélioration prévue du Wi-Fi ) et ont d’autres applications potentielles, comme réduire le coût des systèmes anti-collision montés sur véhicule par radar.

## Opération
Dans une antenne plasma de gaz ionisé, un gaz est ionisé pour créer un plasma. Contrairement aux gaz, les plasmas ont une conductivité électrique très élevée, ce qui permet aux signaux radiofréquences de les traverser de sorte qu’ils agissent en tant qu’éléments pilotés (antennes dipôles, par exemple) pour émettre ou recevoir des ondes radio. En variante, le plasma peut être utilisé comme réflecteur ou lentille pour guider et focaliser les ondes radio provenant d'une autre source. 
Les antennes à l'état solide diffèrent en ce que le plasma est créé à partir d'électrons générés par l'activation de milliers de diodes sur une puce de silicium. 

## Avantages
Les antennes plasma possèdent de nombreux avantages par rapport aux antennes en métal, notamment: 
- Dès que le générateur de plasma est éteint, le plasma retourne à un gaz non conducteur et devient donc invisible au radar[1],[2],[6],[7].
- Ils peuvent être réglés et reconfigurés de manière dynamique pour la fréquence, la direction, la largeur de bande, le gain et la largeur de faisceau, remplaçant ainsi le besoin de plusieurs antennes[8].
- Ils résistent à la guerre électronique.
- Aux fréquences satellites, ils produisent beaucoup moins de bruit thermique et sont capables d’obtenir des débits de données plus rapides[9].

## Voir également
- Liste d'articles sur le plasma (physique)